# Xanthisthisa copta
Xanthisthisa copta är en fjärilsart som beskrevs av Claude Herbulot 1977. Xanthisthisa copta ingår i släktet Xanthisthisa och familjen mätare. Inga underarter finns listade i Catalogue of Life.